# Altenbrunslar
Altenbrunslar est une ancienne commune d'Allemagne, aujourd'hui rattachée, avec le statut de quartier – en allemand : Ortsteil – à la ville et commune de Felsberg, dans le Land de Hesse.

## Histoire
Une première mention du nom Altenbrunslar apparaît en 1381, mais on conserve la trace antérieure d'une localité nommée « Bruneslar », en 1154, sans que l'on sache si elle correspondait à l'actuel Altenbrunslar ou à l'actuel Neuenbrunslar.
Le premier prêtre de confession évangélique apparaît à Altenbrunslar en 1532. L'église paroissiale, préexistante de plusieurs siècles, est rénovée au XVIIe siècle, avec la construction d'un étage en colombages et l'érection d'un nouveau clocher en 1681.
L'année 1849 est marquée par la construction d'une ligne de chemin de fer, toujours en service, et par l'ouverture d'une petite gare. Cette gare est aujourd'hui nommée « Felsberg-Altenbrunslar », sur la Ligne Main-Weser (de), entre Cassel et Francfort-sur-le-Main.
En 1971, Altenbrunslar et Neuenbrunslar sont réunies dans une nouvelle commune, Brunslar, d'une durée de vie éphémère puisqu'une nouvelle réorganisation devait conduire à son rattachement définitif à la ville de Felsberg, le 1er janvier 1974.
Altenbrunslar, aujourd'hui simple quartier de la ville de Felsberg, est peuplée d'environ 350 habitants.